# Fred Willamowski
Fred Willamowski   (Grimmen, 21 de març de 1935 - Wilhelmshorst, 14 de setembre de 2003) fou un pilot de motociclisme alemany que va destacar en competicions d'enduro i motocròs. De la primera modalitat en va guanyar dos Campionats d'Europa (en superiors a 350 cc els anys 1970 i 1971) i cinc de la RDA, a més d'un Trofeu als ISDT com a membre de l'equip de la RDA i dues victòries individuals en aquesta prova. Pilot polifacètic, Willamowski fou també campió de la RDA de motocròs, grasstrack i speedway.

## Trajectòria esportiva
Després de completar el seu aprenentatge com a aparellador de màquines agrícoles, Fred Willamowski va ingressar el 1952 a la GST ("Associació per als Esports i la Teconolgia", entitat estatal de la RDA) i va debutar en competicions d'enduro amb una AWO 425. Un any després, va ser-ne campió del districte de Rostock i el 1954 va entrar a l'equip principal. Tant a la seva primera sortida internacional, el 1955, com als seus primers Sis Dies, el 1957, va haver d'abandonar. El 1958, guanyà la Rund um Zschopau i fou campió de la RDA en la cilindrada dels 350 cc amb MZ. Aquell any, integrant el primer equip de la RDA al Trofeu en una edició dels ISDT, tornà a fracassar-hi en caure a la prova final, cosa que li va tornar a passar el 1959. Finalment, durant la seva quarta participació als ISDT, el 1960 a Àustria, assolí la victòria a la cilindrada dels 350 cc.
El 1960 va debutar en motocròs, especialitat que practicà durant vuit anys, al llarg dels quals competí en tres cilindrades i pilotà tres marques de motocicleta: ČZ, ESO i MZ. Durant aquesta etapa, Willamowski guanyà cinc campionats de motocròs de la RDA en dura rivalitat amb pilots com ara Walter Knoch, Ernst Wolff i el campió del món Paul Friedrichs.
Tornat a l'enduro el 1968, en fou subcampió de la RDA i l'any següent guanyà el Trofeu amb l'equip de la RDA als ISDT, celebats a Garmisch-Partenkirchen, a més de ser-ne el vencedor absolut a bord de la seva MZ 500. Repetí aquest èxit a l'illa de Man el 1971 i anà formant part de l'equip estatal al Trofeu fins al 1974. Fred Williamowski va debutar en el Campionat d'Europa el 1969, acabant-hi subcampió en superiors a 350 cc per darrere d'Erwin Schmider. La temporada següent, 1970, va ser campió d'Europa per primera vegada i el 1971, va guanyar totes i cadascuna de les cinc proves del Campionat i va revalidar fàcilment seu títol europeu, alhora que repetia l'èxit al campionat de la RDA (entre 1970 i 1974, Willamowski va guanyar quatre títols més a la màxima cilindrada).
El 1975, a 40 anys, Fred Willamowski es va retirar de les competicions d'enduro, però va seguir competint habitualment en la cilindrada dels 250 cc a les curses de sorra i herba on, després d'algunes dècades, va tornar a rivalitzar amb Ernst Wolff. El 1978, per exemple, va tornar a ser campió de la RDA, aquest cop en grasstrack.